# Fear Of A Blank Planet
Fear Of A Blank Planet — дев'ятий студійний альбом англійського гурту прогресивного року Porcupine Tree. Виданий в Європі (лейбл Roadrunner Records) 16 квітня 2007 року; у США (Atlantic Records) 24 квітня 2007 року; в Японії (WHD) 25 квітня 2007 року та у Канаді (WEA/Music Group Warner) 1 травня 2007 року.

## Створення та запис
Стівен Вілсон розпочав роботу над створенням альбому на початку 2006 року у Тель-Авіві, де він записував другий альбом гурту Blackfield. Одна з перших пісень, яку Вілсон написав для альбому у цей період, називалася Always Recurring, але залишилася нереалізованою. Згодом музикант переробив текст і музику цієї пісні, і вона увійшла до альбому Fear Of A Blank Planet під назвою What Happens Now?. Крім того, Річард Барбієрі написав більшу частину музики до пісні My Ashes, композицію Cheating The Polygraph спільно створили Гевін Харрісон та Вілсон, а такі пісні, як Way Out Of Here, What Happens Now? і Nil Recurring стали колективною роботою усього гурту. Після завершення запису альбому гурту Blackfield у червні Вілсон повернувся до Лондона і приєднався до решти учасників Porcupine Tree для роботи над новим матеріалом.
Під час сесій у студії впродовж липня — серпня 2006 року було записано велику кількість пісенних демо-версій, з яких тільки шість відібрали для запису нового альбому. У серпні того ж року вийшов перший концертний DVD-альбом гурту під назвою Arriving Somewhere.... Для підтримки альбому у вересні — листопаді було організовано короткотривалі гастролі, під час яких пісні, відібрані для наступного альбому, виконувались у першій половині виступу. У жовтні Porcupine Tree розпочали запис нового альбому, вирішивши вилучити зі списку пісню Cheating The Polygraph, яка, на погляд музикантів, була слабшою порівняно з іншими п'ятьма. Натомість було створено нову композицію Way Out Of Here, яка й увійшла до альбому. Пісня Way Out Of Here стала єдиною спільною роботою усього гурту на альбомі. Для її запису музиканти запросили гітариста гурту King Crimson Роберта Фріппа, який наповнив канву композиції звуковими пейзажами (англ. soundscape). Крім того, Фріпп виконав партію соло-гітари в інструментальному треку Nil Recurring, який не увійшов до альбому, але згодом побачив світ на міні-альбомі під тією ж назвою разом з вилученою композицією Cheating The Polygraph. Одного разу під час запису альбому Вілсон прочитав у часописі Classic Rock інтерв'ю гітариста гурту Rush Алекса Лайфсона (Alex Lifeson), в якому він розповів, що є великим фаном Porcupine Tree. Вілсон негайно сконтактувався з музикантом і запросив його взяти участь у запису. Лайфсон шанобливо погодився, і Вілсон написав частину композиції Anesthetize спеціально для соло-гітари Лайфсона. Ця сольна партія була записана гітаристом у своїй власній студії і відіслана Вілсону. Запис альбому завершено у грудні 2006 року, а у січні 2007 року було оголошено назву альбому Fear Of A Blank Planet.

## Концепція
Концепція альбому навіяна романом Брета Істона Елліса (Bret Easton Ellis) 2005 року Місячний парк (Lunar Park), а його назва натякає на альбом гурту стилю хіп-хоп Public Enemy Fear Of A Black Planet. Обидва твори відображають специфіку загальновідомих конфліктів, що хвилюють світову спільноту у певний час. Так, Вілсон зазначає, що "міжрасові відносини, які були головною проблемою серед молоді у період виходу альбому Public Enemy, у XXI сторіччі замінили загальна поверховість, нудьга та інтроверсія.

Розповідь у романі Брета Елліса ведеться від імені батька, який носить ім'я автора роману, в той час як альбом в цілому відображає точку зору його сина, одинадцятилітнього хлопця на ім'я Роббі. Багато текстів з альбому Fear Of A Blank Planet запозичено безпосередньо з роману, зокрема, лірика пісні My Ashes, що тісно пов'язана з останнім розділом, в якому описується розвіювання праху батька Брета і спогади про його життя. Загалом тексти пісень альбому розповідають про такі розповсюджені на початку 21-го сторіччя проблеми суспільного життя, особливо серед молоді, як біполярні розлади; синдром порушення активності та уваги; ескапізм внаслідок вживання наркотиків; алієнація; почуття беззмістовності, яке є продуктом інформаційного перевантаження засобами масової інформації.Вілсон так описав головного героя цієї історії:
…Це невиліковно нудьгуюча дитина, віком 10—15 років, яка проводить увесь світловий день у своїй спальні із закритими шторами, граючи на PlayStation, слухаючи iPod, набираючи текстові повідомлення своїм друзям на мобільному телефоні, переглядаючи непристойні сторінки в Інтернеті, завантажуючи музику, фільми, новини, насильство ….
Між піснями альбому Fear Of A Blank Planet існує не тільки розповідний зв'язок, але й музичний: кожен трек плавно переходить у наступний, що створює єдину п'ятдесятихвилинну композицію. Вілсон розповідав, що ідея створення альбому полягає в тому, щоб його можна було слухати на одному диханні за одним заходом, на відміну від альбомів деяких інших гуртів, що записують дуже довгі композиції, які не підтримують увагу слухача. Він описав Fear Of A Blank Planet як данину поваги до записів 70-х років, у яких помірної довжини композиції допомагали слухачеві фокусуватися на них:
Була сильна ідея… використати задум записів гуртів 70-х років, коли маєте дві сторони вінілу і можете скласти частини музики, яка звучить близько 50 хвилин, лунає у неперервному режимі і стосується тієї ж теми, і намагається певною мірою занурити вас у тогочасний світ. Це завжди було шляхом Porcupine Tree, але ми безумовно піднялися на новий рівень.

## Просування альбому та гастрольні турне
Кілька днів після завершення мікшування та зведення альбому Стівен Вілсон представив альбомну версію у 5.1-канальному об'ємному звучанні на двох попередніх прослуховуваннях (т. зв. listening party) у нью-йоркській студії Legacy Studios та лондонській Abbey Road, де також було оголошено остаточний варіант трек-листа Fear Of A Blank Planet. Крім того, 14 квітня відбулось третє попереднє прослуховування альбому, правда без присутності Стівена Вілсона, у клубі Phoenix у Брисбені, організоване OzProg.com разом із лейблом Roadrunner Records.

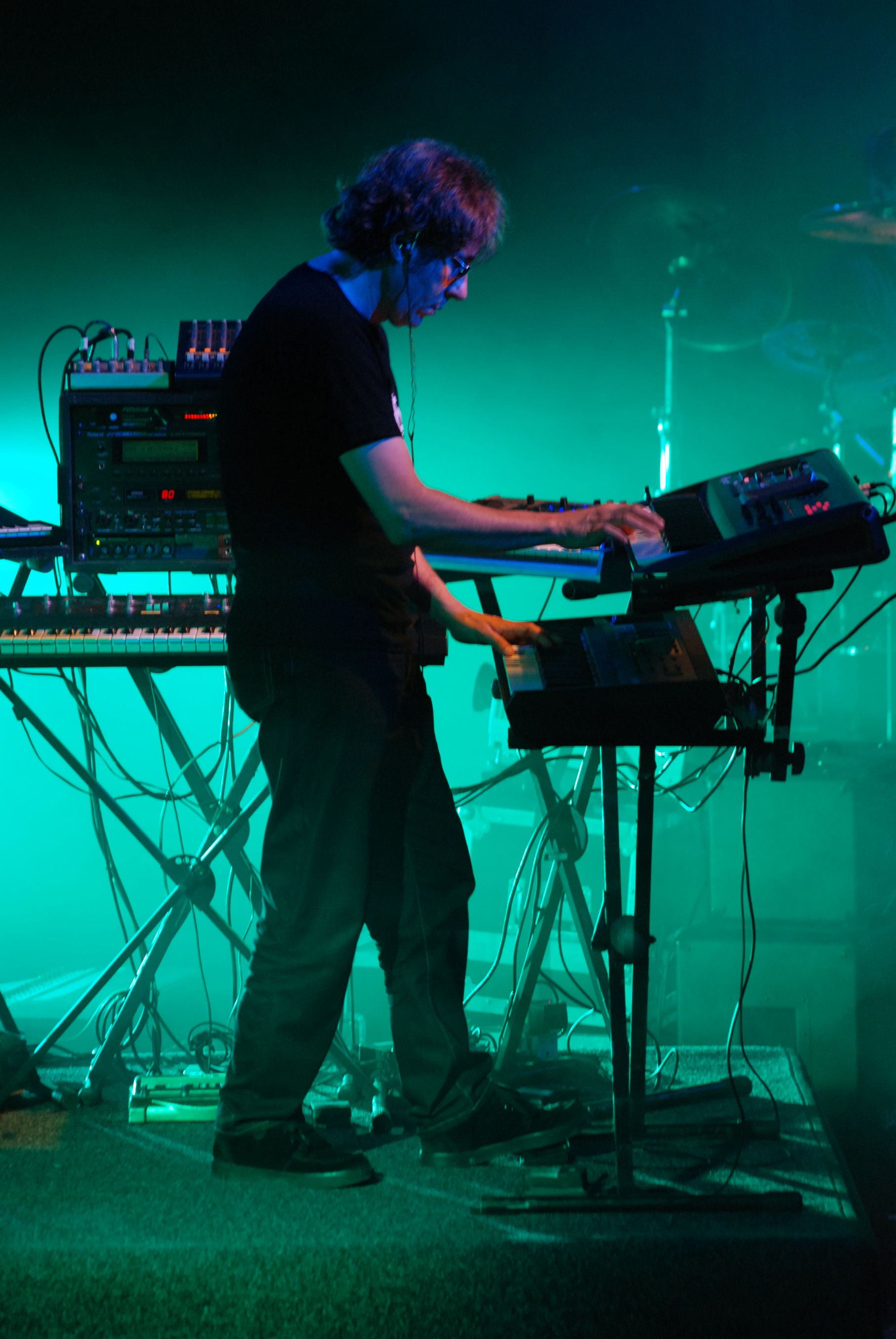
Річард Барбієрі під час виступу Porcupine Tree у Кракові, Польща, 2007 рік

Попурі з треків альбому було представлено на сайті MySpace та мікросайті Fear Of A Blank Planet 21 лютого. Згодом, 6 березня, заголовний трек було видано US iTunes Store як бонус-трек до Blackfield II, другого альбому проекту Вілсона Blackfield. 12 квітня компакт-диск вийшов у деяких країнах Європи за чотири дні до призначеного терміну і незабаром альбом просочився в інтернет. 4 червня пісня Sentimental стала піснею дня на національному громадському радіо (NPR) у США. 6 серпня 2007 року Porcupine Tree анонсували на своєму сайті новий міні-альбом під назвою Nil Recurring, який вийшов 17 вересня цього ж року і включав чотири треки, тривалістю менше 30 хвилин. Пісня My Ashes прозвучала у 81-й серії американського телевізійного серіалу The Shield, яка вийшла в ефір 7 жовтня 2008 року. 18 квітня 2007 року, через два дні після європейського видання альбому, група вирушила у велике гастрольне турне, розписане до кінця року, з невеликою перервою в серпні та вересні.

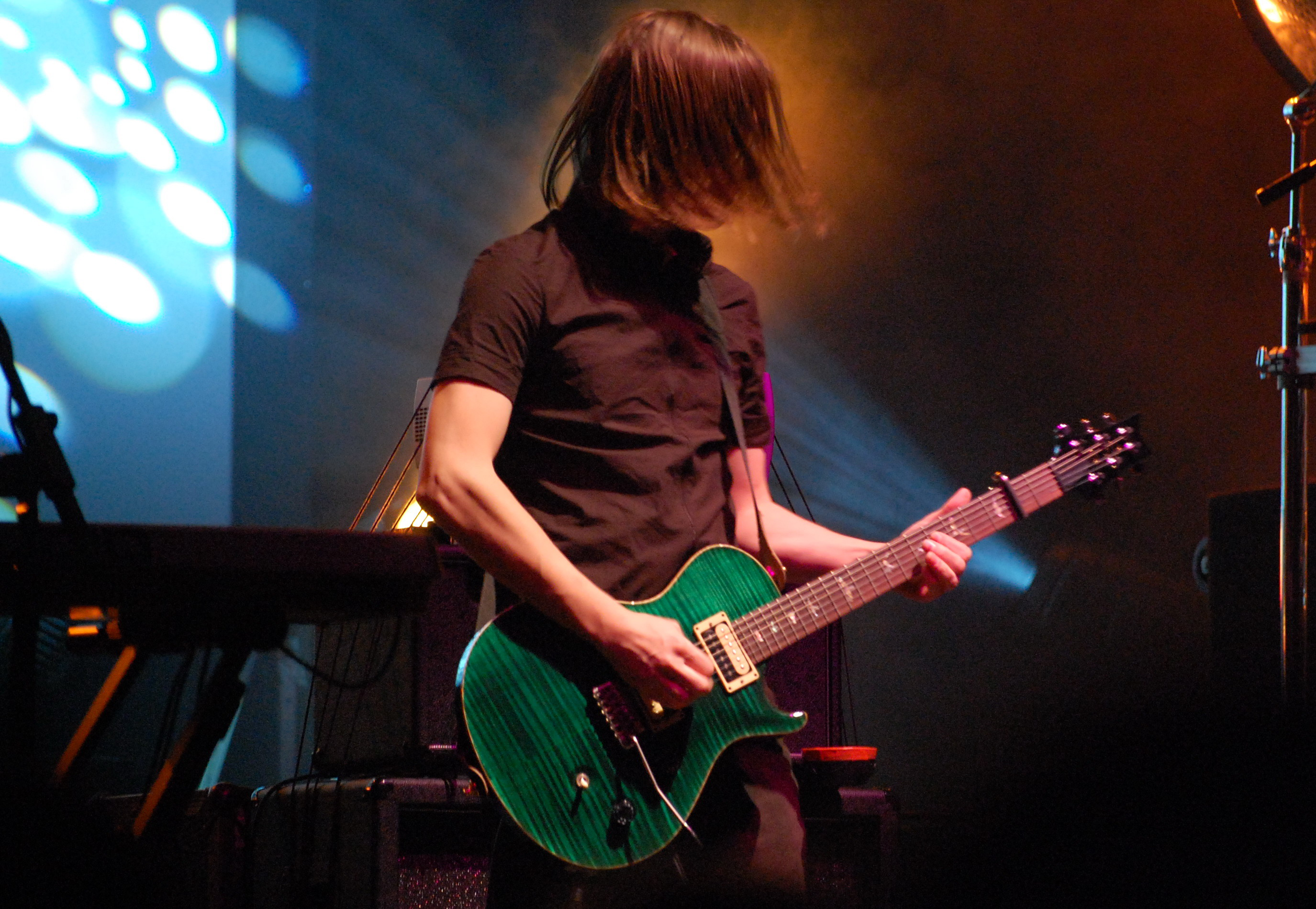
Стівен Вілсон виступає з Porcupine Tree на стадіоні «Arena», Познань, Польща, 28 листопада 2007 року

Впродовж турне гурт виступив на багатьох відомих музичних фестивалях, як-от Hurricane Festival і Southside Festival у Німеччині, Download Festival у Донінгтон Парку, Voodoo Music Experience у Новому Орлеані і Ilosaarirock у Фінляндії (перший виступ у цій країні); радіотрансляція виступу у Фінляндії згодом, у березні 2009 року, було видано як концертний альбом під назвою Ilosaarirock. Під час гастролей в Європі Porcupine Tree супроводжували такі гурти, як Pure Reason Revolution, Amplifier і Absynthe Minded, а у США — гурт 3. Гурт альтернативного року Anathema супроводжував гастролі в Європі з листопада 2007 року. Всього впродовж турне 2007 року відбулось 92 виступи. Гастролі продовжились у квітні 2008 року першим виступом в Австралії 25 і 27 квітня (Мельбурн, Сідней та Брисбен). Восени цього ж року, під час виступів 15-16 жовтня у Тілбурзі, Нідерланди, було відзнято відеофільм, який згодом вийшов як концертний DVD під назвою Anesthetize (2010).

## Критичні відгуки
Альбом став комерційно успішним, перевищивши рівень продажу попереднього альбому Deadwing, і досягнув 59-го місця серед найкращих 100 альбомів журналу Billboard 200, а також увійшов до чартів Великої Британії, Німеччини, Нідерландів, Італії, Фінляндії, Норвегії, Швеції та Польщі. Спеціальне обмежене видання альбому (10 тисяч екземплярів) було продано впродовж одного дня, а всього світовий продаж сягнув 250 тис. екземплярів.

## Місця у чартах
| Чарт                          | Найвище місце |
| ----------------------------- | ------------- |
| US Billboard 200              | 59            |
| Billboard Top Internet Albums | 3             |
| Billboard Top Rock Albums     | 17            |
| Велика Британія               | 31            |
| Німеччина                     | 21            |
| Італія                        | 34            |
| Нідерланди                    | 13            |
| Норвегія                      | 34            |
| Фінляндія                     | 16            |
| Польща                        | 16            |
| Франція                       | 70            |
| Швеція                        | 38            |
| Швейцарія                     | 41            |

## Нагороди і номінації
Fear Of A Blank Planet вдруге отримав нагороду «Альбом року» часопису Classic Rock (раніше такою ж нагородою був відзначений альбом 2005 року Deadwing. Також альбом досягнув 14-го місця серед найкращих 20 альбомів 2007 року інтернет-журналу Metal Storm. 12 грудня цього ж року альбом був номінований на Grammy Award for Best Surround Sound Album (нагорода Греммі за найкращий альбом об'ємного звучання). Альбом був визнаний найкращим альбомом 2007 року читачами сайту Dutch Progressive Rock Page.

## Трек-лист
Автор музики і слів Steven Wilson, крім окремо позначених. 
| #  | Назва | Тривалість |
| -- | --- | ---------- |
| 1. | «Fear Of A Blank Planet»                                                                                 | 7:28       |
| 2. | «My Ashes» (Музика: Wilson/Richard Barbieri)                                                             | 5:07       |
| 3. | «Anesthetize» (вкл. Alex Lifeson з Rush)                                                                 | 17:42      |
| 4. | «Sentimental»                                                                                            | 5:26       |
| 5. | «Way Out Of Here» (Музика: Barbieri/Colin Edwin/Gavin Harrison/Wilson) (вкл.Robert Fripp з King Crimson) | 7:37       |
| 6. | «Sleep Together»                                                                                         | 7:28       |

### Спеціальне видання
Додатково до оригінального видання вийшло спеціальне дводискове видання з 5.1-канальним об'ємним звучанням та 40-сторінковим буклетом.

### Видання на вінілі
Видання на двох LP з дещо зміненим трек-листом, який включав пісні з міні-альбому Nil Recurring.

#### 1-ша сторона
1. Fear Of A Blank Planet — 7:28
2. My Ashes (Wilson — Barbieri) — 5:07
3. Cheating The Polygraph (Harrison/Wilson)– 7:10

#### 2-га сторона
1. Anesthetize — 17:46

#### 3-тя сторона
1. Sentimental — 5:26
2. Way Out Of Here (Wilson/Barbieri/Edwin/Harrison) — 7:37
3. Sleep Together — 7:28

#### 4-та сторона
1. Nil Recurring (Harrison/Edwin/Barbieri/Wilson)– 6:08
2. Normal — 7:09
3. What Happens Now? (Wilson, Barbieri, Edwin, Harrison) — 8:23

### Видання на DVD-A
Номіноване на нагороду Греммі спеціальне лімітоване видання в 5.1-канальному об'ємному звучанні, у тому числі всіх пісень з міні-альбому Nil Recurring, вийшло на власному лейблі гурту Transmission. Диск також містив три відеофільми режисера Лассе Хойле (Lasse Hoile).

#### Аудіо
1. Fear Of A Blank Planet — 7:28
2. My Ashes — 5:07
3. Anesthetize — 17:46
4. Sentimental — 5:26
5. Way Out Of Here — 7:37
6. Sleep Together — 7:28
7. Nil Recurring (версія 5.1) — 6:08
8. Normal (версія 5.1) — 7:09
9. Cheating The Polygraph (версія 5.1) — 7:10
10. What Happens Now? (версія 5.1) — 8:23

#### Відео
1. Blank Planet (короткометражний фільм) — 5:03
2. Fear Of A Blank Planet (нецензурована відеоверсія) — 4:56
3. Anesthetize (концертний фільм) — 17:13

## Учасники запису

### Основний склад гурту
- Стівен Вілсон (Steven Wilson) — вокали, гітари, фортепіано, клавішні, мікшування, мастеринг, аранжування струнних
- Річард Барбієрі (Richard Barbieri) — клавішні і синтезатори
- Колін Едвін (Colin Edwin) — бас-гітара
- Гевін Харрісон (Gavin Harrison) — ударні

### Запрошені музиканти
- Алекс Лайфсон (Alex Lifeson) — соло-гітара на Anesthetize
- Роберт Фріпп (Robert Fripp) — звукові пейзажі на Way Out of Here
- Джон Веслі (John Wesley) — бек-вокал
- Оркестр — Лондонський сесійний оркестр (London Session Orchestra)
- Dave Stewart — аранжування струнних

### Технічний персонал
- звукорежисер — Steve Price
- фотограф — Lasse Hoile